# Standardno stanje
Standardno stanje materijala (čiste supstance, mešavine ili rastvora) je referentna tačka koja se koristi za proračun njegovih osobina pod različitim uslovima. U principu, izvor standardnog stanja je arbitraran, mada Međunarodna unija za čistu i primenjenu hemiju (IUPAC) preporučuje konvencionalni skup standardnih stanja za generalnu upotrebu. IUPAC preporučuje korišćenje standardnog pritiska po = 1 bar (100 kilopaskala). Striktno govoreći, temperatura nije deo definicije standardnog stanja. Na primer, standardno stanje gasa je konvencionalno izabrano da bude jedinica pritiska (obično u barovima) idealnog gasa, nezavisno od temperature. Međutim, većina tabela termodinamičkih količina su kompajlirane na specifičnim temperaturama, najčešće 298.15 K or, u manjoj meri 273.15 K. Standardno stanje ne bi trebalo mešati sa standardnom temperaturom i pritiskom (STP) gasova, niti sa standardnim rastvorom korišćenim u analitičkoj hemiji.
U toku razvoja standarda u devetnaestom veku, superscript simbol o je bio usvojen da indicira non-nula prirodu standardnog stanja. Superskript krug º je takođe u širokoj upotrebi, i oba su jednako prihvatljiva.

## Literatura
1. ↑  IUPAC. „standard state”. Kompendijum hemijske terminologije (Internet izdanje).
2. ↑  IUPAC. „standard conditions for gases”. Kompendijum hemijske terminologije (Internet izdanje).
3. ↑  IUPAC. „standard solution”. Kompendijum hemijske terminologije (Internet izdanje).
4. ↑   (1993). ,  0-632-03583-8. pp. 48–54.

## Dodatna literatura
- International Union of Pure and Applied Chemistry (1982). „Notation for states and processes, significance of the word standard in chemical thermodynamics, and remarks on commonly tabulated forms of thermodynamic functions” (PDF). Pure Appl. Chem.. 54 (6): 1239—50. doi:10.1351/pac198254061239.
- IUPAC–IUB–IUPAB Interunion Commission of Biothermodynamics (1976). „Recommendations for measurement and presentation of biochemical equilibrium data” (PDF). J. Biol. Chem.. 251 (22): 6879—85. Архивирано из оригинала (PDF) 17. 12. 2008. г. Приступљено 16. 10. 2010.